# Zavadivka, Bobrîneț
Zavadivka (în ucraineană Завадівка) este un sat în comuna Solonțiuvatka din raionul Bobrîneț, regiunea Kirovohrad, Ucraina.

## Demografie
Componența lingvistică a localității Zavadivka
     Ucraineană (86,11%)
     Rusă (13,89%)
Conform recensământului din 2001, majoritatea populației localității Zavadivka era vorbitoare de ucraineană (86,11%), existând în minoritate și vorbitori de rusă (13,89%).